# Горыня, Дубыня и Усыня

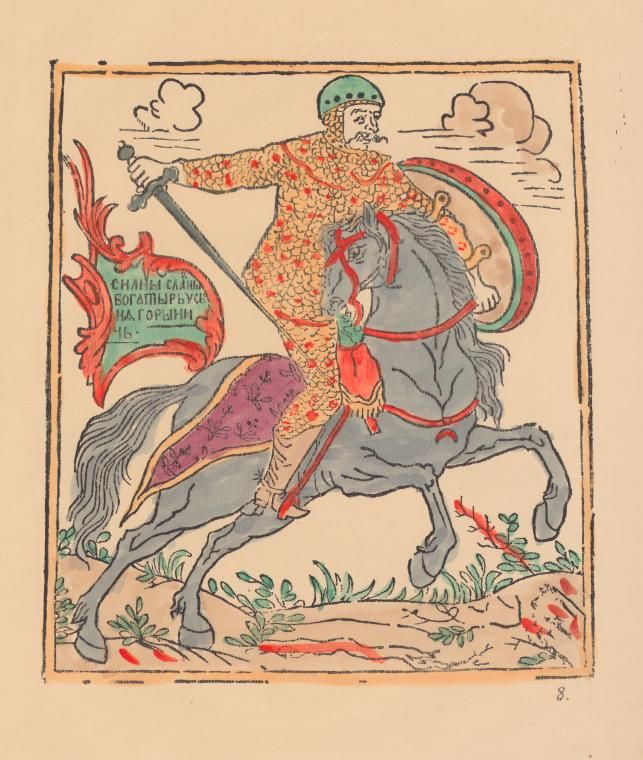
Сильный славный богатырь Усыня Горыныч. Лубок

Горыня, Дубыня и Усыня — три богатыря-великана славянских народных сказок.

## Происхождение
Прототипами богатырей в славянской мифологии стали хтонические существа, олицетворявшие собой разрушительные силы различных стихий — воды, земли, огня. В сказках, как правило, сопровождают главного героя, своей силой иногда мешая ему, иногда — помогая. И в мифах, и в сказках всегда действуют втроём. Позже герои «отразились» в образах трёх эпических богатырей — Ильи Муромца, Добрыни Никитича, Алёши Поповича.

## Имена и занятия
Горыня (в других вариантах — Горыныч, Вертогор, Вернигора, Горник, Ровнигор-богатырь, Горока́т; у поляков — Waligóra, у словаков — Kolovlad). Благодаря своей силе «на мизинце гору качает, горы сворачивает».
Дубыня (в других вариантах — Дубынеч, Вертодуб, Вернидуб, Великодуб, Валидуб, Дубни́к, Дубовик, Дубиня, Дугиня; у словаков и чехов — чеш. и словац. Valibuk, Lomidrevo; у поляков — Wyrwidąb) — лесной великан, олицетворяющий землю и подземное («пекельное») царство. Свою силу проявляет в том, что «Дубьё верстает: который дуб высок, тот в землю пихает, а который низок, из земли тянет».
Усыня (в других вариантах — Усынеч, Усынка, Крутоус, Усыныч, Крутиус; у украинцев — Крутивус, Вернивода) — олицетворение силы воды. Способен перегородить реку своими могучими плечами, а его усы служат переправой: «одним усом реку запрудил, а по усу, словно по мосту, пешие идут, конные скачут, обозы едут».
В сказках они выступают рядом с главным героем, который имеет черты растительного (Сосна-богатырь, Покатигорошек) или животного (Медведко-богатырь) мира.

## В мультфильмах
- «Валидуб» — советский мультфильм студии «Союзмультфильм» 1952 года по чешскому фольклорному варианту Дубыни
- «Катигорошек» — советский мультфильм, выпущенный в 1970 году киностудией «Киевнаучфильм».
- «Волшебный горох» — украинский мультфильм, выпущенный в 2008 году киностудией «Укранимафильм».
- «Приключения Котигорошка и его друзей[укр.]» — украинский мини-сериал, выпущенный в 2014 году киностудией «Укранимафильм».
- «Три богатыря. Ход конём» (2015), режиссёр — Константин Феоктистов, Усыню озвучивает Михаил Сергеев. Усыней в мультфильме зовут пирата.